# Doktor Kosmos
Doktor Kosmos är ett svenskt popband grundat 1991.

## Historik

### Början
Uje Brandelius och Catti Brandelius känner varandra från gymnasietiden i Gävle och medverkade tillsammans i "en riktigt röd gatuteater". Tillsammans med Gävlefödda Martin Aagård och Lina Selleby grundade de bandet i Uppsala 1991. Länge gav bandet ut sina skivor på skivbolaget NONS, men comebackskivan Hej alla barn gavs ut på Dubious Records.
1995 släppte Doktor Kosmos sin första skiva Socialmedicin på NONS Records. Patrik Ekelöf (dagensskiva.com) gav skivan Socialmedicin beyget 6 av 10 och menar att allt på skivan inte är bra och att mycket är flum. Men även om han anser att de flesta texterna på skivan är trams så tycker Ekelöf samtidigt att det är "tankevärt trams" och ser relevanta skildringar av vardagen under den flummiga ytan. Andra skivan Cocktail släpptes 1996 och är till skillnad från alla andra skivor helt på engelska. Mikael Nordlander konstaterar att skivan "låter Doktor Kosmos" men skiljer sig från bandets resterande skivor genom att ha många instrumentala delar. Han ser även på Cocktail ett underliggande politiskt budskap i flera av låtarna.  Samma år släpptes Stjärnjerry - en rockopera, en skiva med en sammanhängande berättelse om en tonåring på glid. Som berättarröst mellan låtarna användes en 17-årig skejtkille som framför sina texter med osäker röst, enligt Brandelius i syfte att hitta "det genuina uttrycket". Skivan sändes även i en utökad version på P3:s Frispel. 1997 var Doktor Kosmos på en promotionsturné i USA där bandet träffade Keanu Reeves och spelade för Wolfgang Flür från Kraftwerk.

### Genombrott
Runt år 2000 fick Doktor Kosmos sitt genombrott i samband med att skivorna Evas Story och Reportage! släpptes. Evas Story innehåller berättelsen om "Mördarbruden Eva" (känd från skivan Stjärnjerry) som åker till Frankrike men återvänder efter en kort romans för att gå på konsert med bandet "Doktor Kosmos". Kal Ström gav skivan 8 av 10 och beskrev den som en popskiva med ett tydligt politiskt ställningstagande till vänster. Skivan hade enligt Ström vissa musikaliska svagheter varför han inte ger högsta betyget. Albumet Reportage! fick ett något sämre betyg av Ström och beskrivs som mindre lekfullt. Även om texterna är sig lika så uppfattar Ström Reportage som mer allvarsam. Runt år 2000 spelade Doktor Kosmos såväl på Emmabodafestivalen som på Hultsfredsfestivalen. 2003 vann bandet P3 Guld. 2005 släppte bandet Ett enkelt svar som enligt recensenten Håkan Steen fortsatte en uppåtgående musikalisk trend hos Doktor Kosmos. Och även om Steen överlag hyllar Uje Brandelius' författarskap så tycker han att textrader som ”Och det dom kallar farlig utopi/Och kommunism/Kallar jag för vanlig empati/Och altruism” mer passar som ett debattinlägg och mindre bra på en CD-skiva. Albumet Hallå? släpptes våren 2008 och följdes av en kortare turné i sju städer. Quetzala Blanco (Expressen) skriver om skivan att Doktor Kosmos är "obehagliga, skitroliga, blippiga och skrämmande smarta" och menar att skivan är svår att recensera eftersom bandet mer är "ett fenomen eller ett koncept". Anders Jakobson (Nerikes Allehanda) recenserar skivan som "mycket bra och lika snyggt förpackad som alltid".

### På senare år
På 2010-talet blev det något tyst om Doktor Kosmos, 2014 berättade bandet att de hade börjat repa igen och att de kanske skulle släppa en ny skiva inom en snar framtid. Enligt Brandelius tillbringades tiden fram till 2018 med att repa och ta fram nytt material. Efter mer än ett decennium släppte Doktor Kosmos sitt hittills sista album. Releasen var planerad till hösten 2018 men sköts upp till våren 2019 vilket enligt bandet berodde på riksdagsvalet 2018 som gjorde bandmedlemmarna deprimerade. Skivan beskrivs som en typisk Doktor Kosmos-skiva. Per Wiker på Karlskoga Tidning recenserar skivan med orden "Träffande samtidsskildringar med stort hjärta och glimten i ögat". Frida Lindström (Värmlands Folkblad) tycker att albumet är "vuxnare och fyndigare" än tidigare plattor och ser välskrivna, visliknande texter.
2016 diagnosticerades sångaren Uje Brandelius med  Parkinsons sjukdom. I en intervju med Aftonbladet 2020 beskrev Brandelius att det har blivit svårt att spela piano men att han fortfarande kan sjunga. År 2022 återförenades Doktor Kosmos för en konsertturné.

## Bandets texter och politiska dimension

### Texterna
Doktor Kosmos texter är en blandning av politik och naivistisk humor. Politiskt ligger Doktor Kosmos åt vänster, men drar sig inte för att kritisera även den politiska vänstern. Bandet har ibland fått ta emot kritik för de stundtals humoristiskt kritiska texterna mot bland annat kapitalism, nyliberalism och annat som de anser fel i samhället. Texterna kan också handla om samhällsproblem som narkotika och alkohol (till exempel i ”Haschtomte” och "Alkoholen"), eller om Uje Brandelius liv (låten "Söndag 26 oktober 1997"). Ofta handlar texterna om medlemmarnas egna upplevelser, till exempel i låten "Push-Up" som handlar om när de var med på ZTV, eller "Familjefrågan" som handlar om familjeliv. 
På skivan Ett enkelt svar som gavs ut år 2005 har texterna blivit mer kritiska än innan. På tidigare skivor hade texterna haft en mer lättsam ton, om än med sensmoraler. I början av karriären och på första skivan så handlade många av Doktor Kosmos låtar till exempel om en figur kallad Rymdemannen. Bandets skiva Stjärnjerry - en rockopera var, som det låter, ett konceptalbum som handlar om den tragiske knarkaren Stjärnjerry och de problem som hans missbruk medför och andra påhittade karaktärer. Vissa av dessa karaktärer återfinns också på det uppföljande konceptalbumet Evas Story. I låten "På låtsas och på riktigt" från albumet Evas Story säger bandet om sig själva att "vi är på låtsas och vi är på riktigt". På Ett enkelt svar så har lite av det naivistiska försvunnit ur texterna, liksom på den följande skivan Hallå?, utgiven år 2008, men humorn är fortfarande en viktig del av texterna.

### Vänsterkritik
Ett exempel på kritik mot den politiska vänstern i Doktor Kosmos låttexter finns i låten "Vill ni ha det som i sovjet, eller vaddå?" på skivan Ett enkelt svar där Doktor Kosmos omskrev Gudrun Schymans svar i ett debattprogram på tv som "feghet". Denna låt figurerade även i en krönika skriven av debattören Natalia Kazmierska som publicerades i Expressen den 28 maj 2005. Kazmierska skrev i krönikan att Doktor Kosmos "drömmer om ett sovjetiskt tvångssamhälle". Doktor Kosmos besvarade utspelet på sin webbplats och förklarade att budskapet med texten i själva verket är raka motsatsen och att textraden "nej, vi vill inte ha det som i Sovjet" också återfinns i låten. Natalia Kazmierska kom senare att gifta sig med bandets gitarrist Martin Aagård.

## Bandmedlemmar

### Medlemmar 2008
- Uje Brandelius / Doktor Kosmos (sång och synt)
- Anders Bennysson / Enkilletill (gitarr och synt)
- Lina Selleby / Twiggy Pop (sång och synt)
- Henrik Svensson / Den nye (trummor)
- Martin Aagård / Stålispojken (gitarr, bas och synt)

### Tidigare medlemmar
- Catti Brandelius / Miss Universum
- Henrik Högberg / Handsome Hank (trummor)

### Andra medverkande
- Trumpeten (blås)
- Tjuven (blås)
- Gurra (blås)

## Diskografi

### Album
- 1995 Socialmedicin
- 1996 Cocktail
- 1996 Stjärnjerry - en rockopera
- 1997 Single of the Week (tillsammans med Friend)
- 2000 Evas Story
- 2002 Reportage!
- 2005 Ett enkelt svar
- 2008 Hallå?
- 2019 Hej alla barn

### Kassetter
- 1994 Doktor Kosmos och Starlightorkestern
- 1998 Rymderevolution!

### Singlar/EP
- 1999 Le Punkrocker
- 2001 Jag låg med henne i Tjeckoslovakien
- 2001 Känslorna
- 2002 Jimi Tenor och Kennet Johnsson
- 2005 När min pojke går på stan
- 2006 Assburner
- 2009 Big In Japan
- 2018 Hålla din hand
- 2021 Knulla kungen upp i analen

## Priser och utmärkelser
- 2000 Benno Awards – pris för årets bästa platta
- 2000 Benno Awards – pris för årets bästa liveband
- 2000 LO:s kulturstipendium
- 2003 P3 Guld – Årets pop 2002